# Brownsville (Kentucky)
Brownsville település az Amerikai Egyesült Államok Kentucky államában. Edmonson megyében, melynek megyeszékhelye is. Lakosainak száma 875 fő (2020. április 1.).

## Népesség
A település népességének változása:

| 2010 | 836 |
| 2020 | 875 |